# Pervis Ellison
Pour les articles homonymes, voir Ellison.
 (septembre 2020).
Si vous disposez d'ouvrages ou d'articles de référence ou si vous connaissez des sites web de qualité traitant du thème abordé ici, merci de compléter l'article en donnant les références utiles à sa vérifiabilité et en les liant à la section « Notes et références ».
Pervis Ellison, né le 3 avril 1967 à Savannah en Géorgie, est un joueur américain de basket-ball.
Auteur d’une brillante carrière universitaire, son passage en NBA est émaillé de nombreuses blessures. Considéré comme un des premiers choix de draft les plus décevants de l’histoire de la ligue, Pervis Ellison a néanmoins obtenu le titre de joueur ayant le plus progressé en 1992.

## Carrière universitaire
Après des études au lycée de sa ville natale de Savannah, Pervis Ellison entre à l’université de Louisville. Dès sa première année, celui qu’on surnomme Never Nervous Pervis (Pervis jamais nerveux), a un impact énorme sur l’équipe des Cardinals. Le jeune pivot emmène son équipe au titre NCAA et devient le premier freshman (joueur de première année) à être désigné meilleur joueur de la finale à 4. Ellison termine ses quatre années universitaires avec des moyennes de 15,8 points, 8,4 rebonds et 2,4 passes par match, devenant le seul Cardinal à compiler plus de 2 000 points et 1 000 rebonds et le troisième contreur de l’histoire de la NCAA avec un total de 374 contres.

## Carrière en NBA
Never Nervous Pervis est sélectionné au premier rang de la draft 1989 par les Kings de Sacramento avec qui il ne dispute que 34 matches en raison d’une opération au pied droit. À l’issue de cette première saison décevante, l’ancien Cardinal est inclus dans un échange concernant, outre les Kings, le Jazz de l'Utah et les Bullets de Washington.
Ellison réalise une relativement bonne première saison sous le maillot des Bullets et confirme dès l’année suivante. Avec ses 20,0 points, 11,2 prises et 2,7 contres (meilleur total de l’équipe dans chacune de ces catégories), Ellison évolue enfin au niveau où les observateurs l’attendaient et obtient le titre de joueur ayant le plus progressé au cours de la saison 1991-1992. Des problèmes de genoux le tiendront éloigné des terrains 33 matches en 1992-1993, ne l’empêchant toutefois pas de rendre de bonnes lignes statistiques. La saison suivante, en revanche, est bien plus perturbée et le rendement d’Ellison largement à la baisse.
Devenu agent libre, Never Nervous s’engage avec les Celtics de Boston durant l’été 1994. Il manque les 19 premiers matches de la saison et ne s’avère pas décisif lors de son retour. Sa deuxième saison sous le maillot vert est de meilleure facture et Ellison peut enfin mettre ses qualités de rebondeur et de contreur au service de l’équipe. L’accalmie est néanmoins de courte durée et le pivot ne dispute que 69 matches au cours des quatre années suivantes, manquant notamment la totalité de la saison 1998-1999 en raison d’une blessure à la cheville droite. Ellison se lance un ultime défi durant l’été 2000 en rejoignant les Supersonics de Seattle avec lesquels il ne dispute que 9 rencontres.

## Clubs successifs
- 1989-1990 : Kings de Sacramento.
- 1990-1994 : Bullets de Washington.
- 1994-2000 : Celtics de Boston.
- 2000-2001 : SuperSonics de Seattle.

## Palmarès
Universitaire
- Champion NCAA 1986 avec les Cardinals de Louisville.
- Most Outstanding Player du Final Four en 1986.

Distinctions personnelles
- NBA Most Improved Player (joueur ayant le plus progressé) en 1992.

Statistiques en carrière NBA : 9,5 points / 6,7 rebonds / 1,5 passe / 1,6 contre en 474 matches de saison régulière (+ 4 en playoffs).